# Mixonychus thailandicus
Mixonychus thailandicus är en spindeldjursart som beskrevs av Tangkanasing 1988. Mixonychus thailandicus ingår i släktet Mixonychus och familjen Tetranychidae. Inga underarter finns listade i Catalogue of Life.